# Fromage végétal
 (mars 2021).

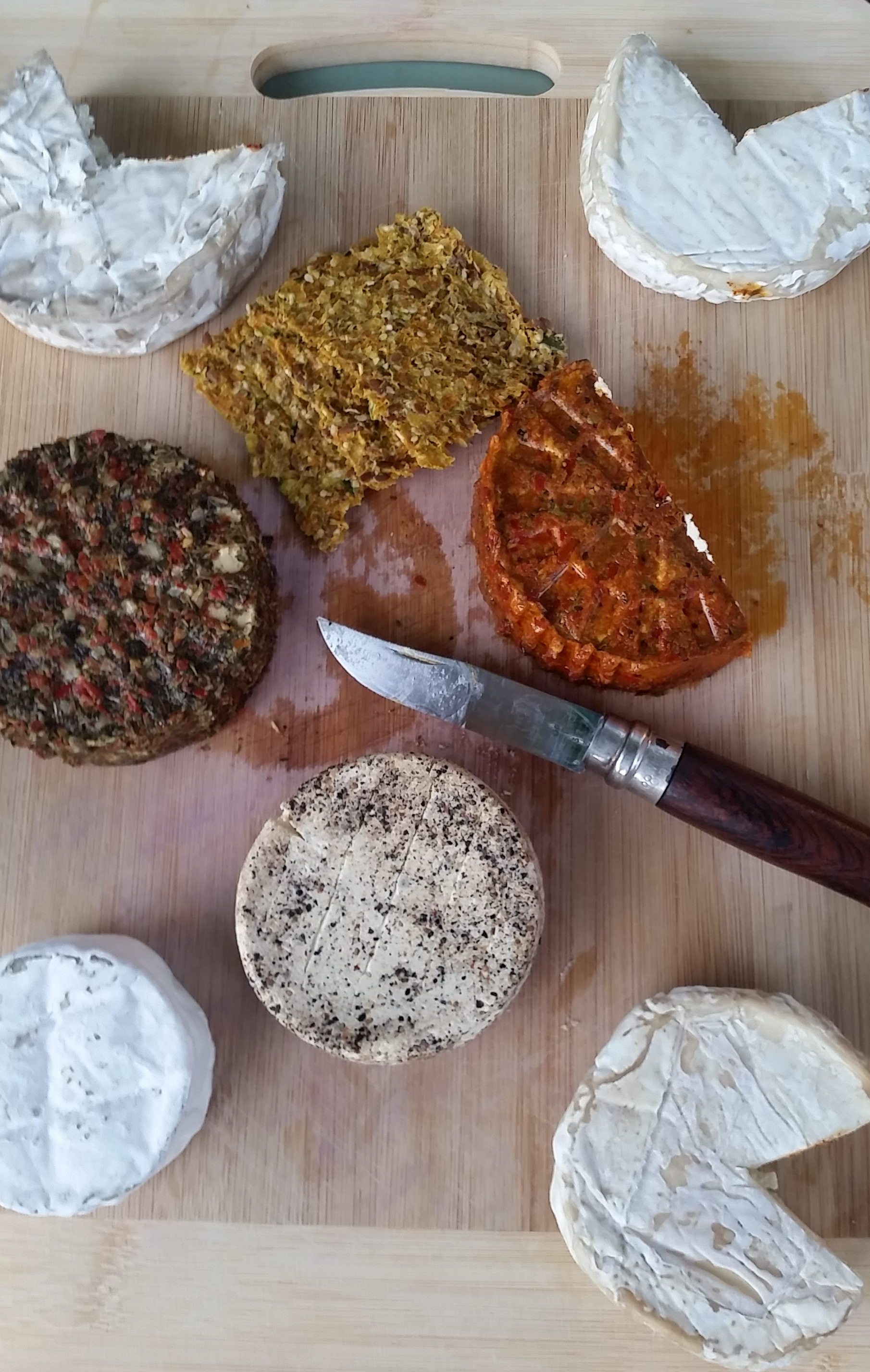
Plateau de fromages végétaux artisanaux.

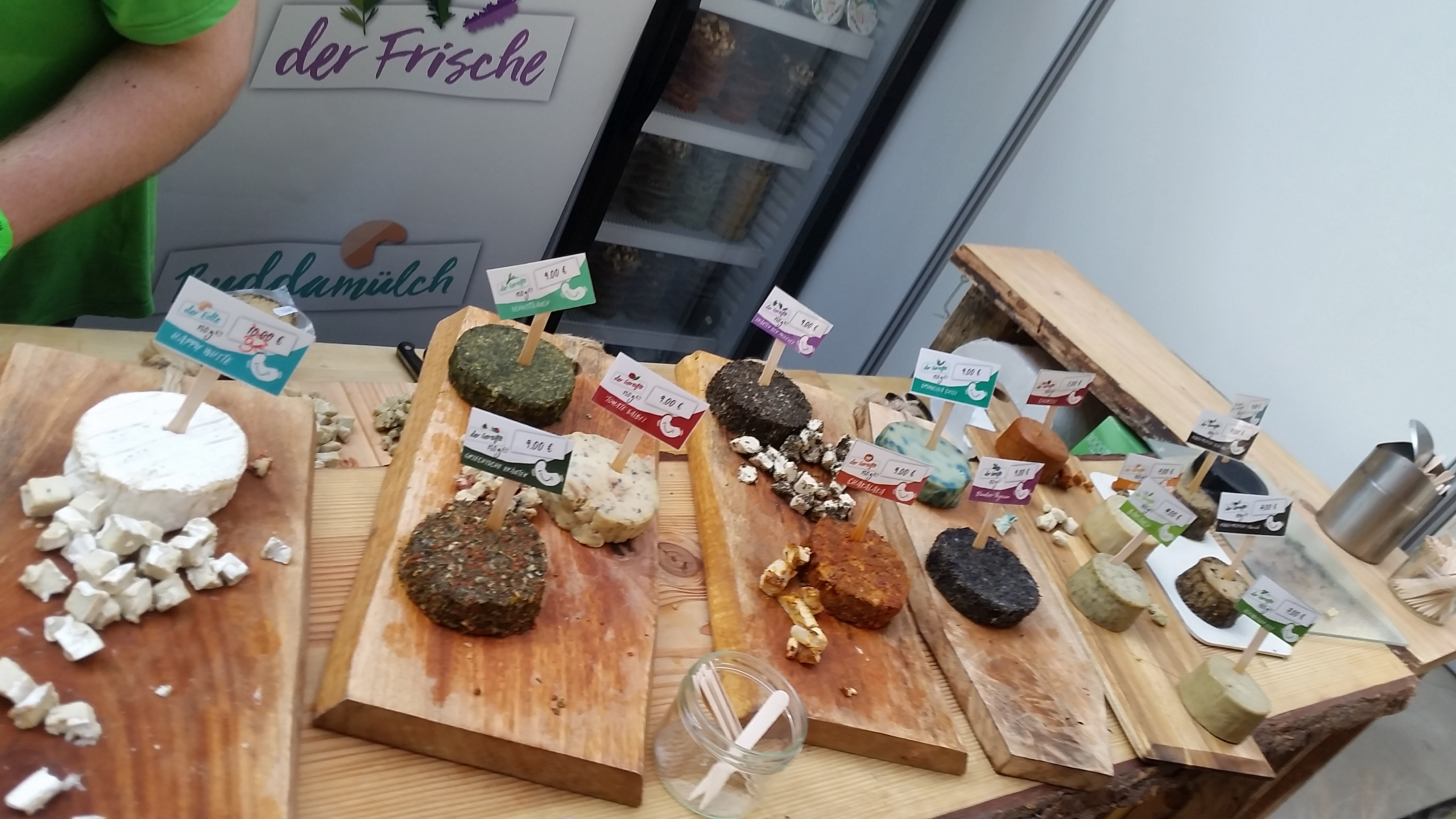
Dégustation de fromages végétaux sur un stand du salon VeggieWorld Paris, en octobre 2018.

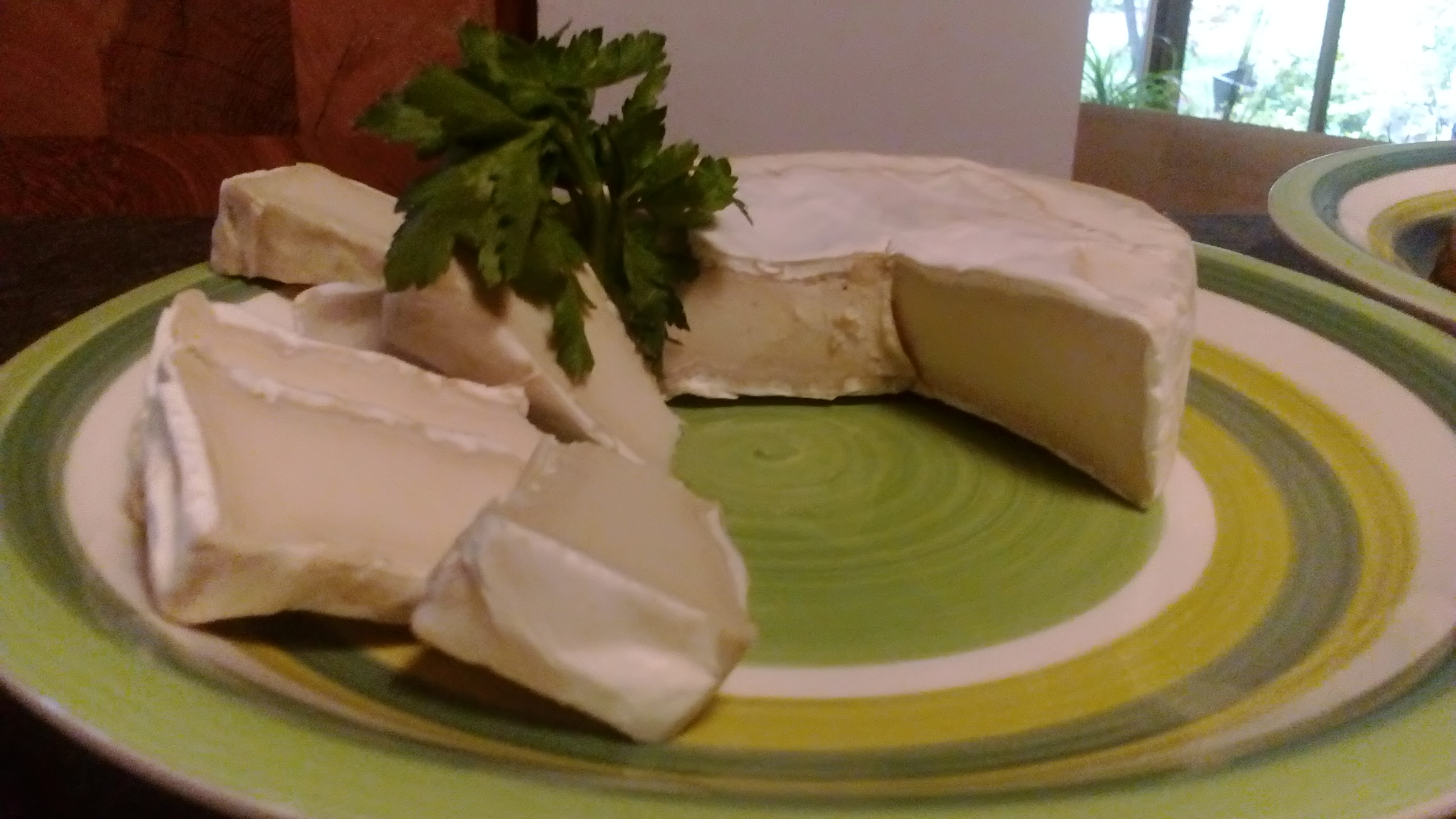
Imitation végétale d'un camembert.

Un fromage végétal, affiné végétal, fauxmage, fromage vegan ou encore vromage est un aliment obtenu à partir d'ingrédients végétaux, minéraux et microbiologiques, et dont la conception vise une proximité (plus ou moins prononcée) de goût, de texture et d'esthétique avec ceux des fromages traditionnels, produits avec du lait animal.
Les fromages végétaux sont le plus souvent fabriqués à partir de noix de cajou, d’huile de coco, de purées d'autres oléagineux et protéagineux ou de laits végétaux caillés, et subissent éventuellement un processus de fermentation à l’aide de bactéries ou de levures, et d’affinage,.
Selon Lucie De Ribier, journaliste, chef végane et cofondatrice d'une fabrique de fauxmages : « Le terme « fromage végétal » est très vaste, […]. Il en existe deux types. Les nouveaux produits qui ne ressemblent en rien à du fromage traditionnel et qui n’en ont pas vocation, et les autres, qui essayent effectivement d’imiter scrupuleusement le goût et l’aspect des vrais fromages. Cette dernière catégorie s’adresse aux végétaliens ou végans, aux intolérants au lactose et même aux gourmands curieux qui sont à la recherche de nouvelles expériences gustatives ».

## Appellations
Dans l'usage populaire, ce produit est désigné par différentes appellations : « fromage végétal », « fauxmage » (contraction des mots « faux » et « fromage »), affiné végétal, ou encore « vromage » (avec un « v » pour « végétal » ou « végane »).
Dans l'Union européenne, la dénomination « fromage végétal » n'est pas autorisée commercialement, l'appellation « fromage » étant réservée aux fromages élaborés à partir de lait animal.

### Affaire VSW–TofuTown
À la suite d'une plainte de la Verband Sozialer Wettbewerb (VSW, association allemande ayant notamment pour mission de lutter contre la concurrence déloyale), contre la société TofuTown, fabricant et distributeur d'aliments végétariens et végétaliens, la Cour de justice de l'Union européenne, dans son arrêt du 17 juin 2017, a jugé qu’un « produit laitier dans lequel un constituant quelconque du lait a été remplacé, ne fût-ce que partiellement, ne peut pas être désigné par l’une des dénominations « lactosérum », « crème », « beurre », « babeurre », « fromage » et « yoghourt » »,.

## Apports nutritionnels
Les apports nutritionnels des fromages végétaux différent de ceux des fromages traditionnels,. Les fromages végans ne contiennent que peu ou pas de calcium. Ils sont aussi généralement dépourvus de différents micronutriments importants tels que l'iode, la vitamine D ou la vitamine B12 qui sont présents dans les fromages fabriqués à partir des laits animaux.

## Entreprises françaises

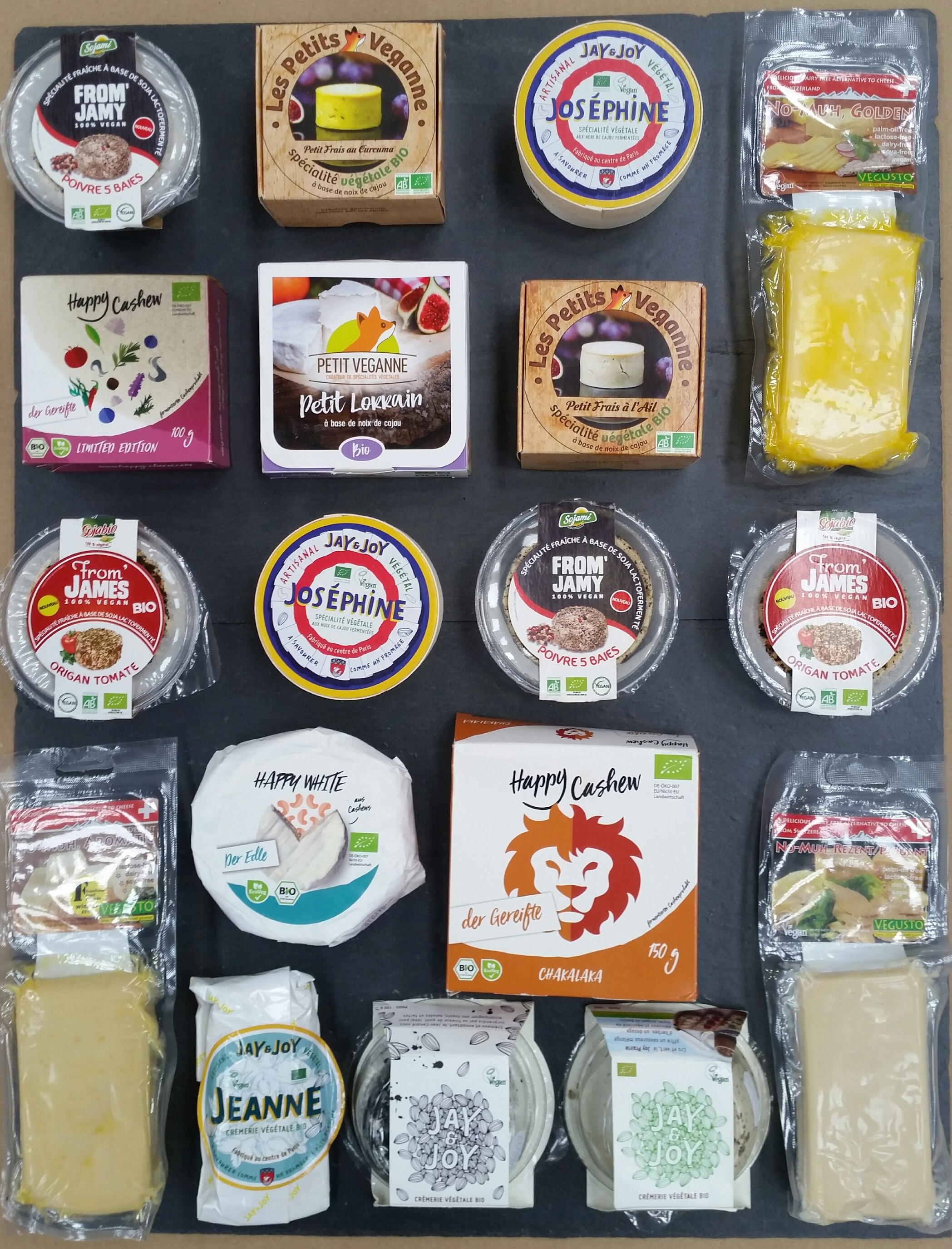
Assortiment de fromages végétaux dans leur emballage commercial.

Depuis 2015, « Jay&Joy », première crèmerie végétale ayant ouvert en France, fabrique artisanalement et commercialise des fromages végétaux et poursuit sa croissance. Elle propose des affinés qui sont certifiés bio et véganes, à base de noix de cajou, d'amandes et de graines de tournesol,. 
En 2016, Emmanuel Joubert lance « Tomm’Pousse », une entreprise solidaire d'utilité sociale fabricante de fromages végétaux, bios et équitables, avec pour but d'élaborer, grâce notamment à l’affinage, des fromages végétaux ayant plus de caractère que ceux existant alors, qu’il juge trop fades. Il obtient en 2018 le « Prix création » du Concours national de la création d'entreprise agroalimentaire bio.
En 2017, Lucie De Ribier et Caroline Poinas ouvrent « La Petite Fraw ! », une fabrique de fromages végétaux crus à base de noix de cajou qu'elles nomment « frawmages », imitant le goût et la texture des fromages, et distribuées dans divers boutiques, fromageries et restaurants français ou belges, et également exportées dans d’autres pays européens. Elle obtient en 2018 le « Prix développement » du Concours national de la création d'entreprise agroalimentaire bio.
En 2018, Nour Akbaraly ouvre « Les Nouveaux Affineurs » et fabrique ce qu'il nomme des « affinés végétaux », élaborés à partir de purées d’amande, de noix, de noix de cajou, de pois ou de soja, par fermentation à l’aide de bactéries ou de levures, et affinés en chambre froide pendant deux à huit semaines,. Le résultat se veut proche des fromages à pâte molle. L’entreprise a été récompensée par la Fondation AgroParisTech pour son « empreinte environnementale significativement réduite » ainsi que par Genopole. En février 2025, Jay&Joy annonce racheter Les Nouveaux Affineurs.
Fin 2019, « Tomm’Pousse » lance la première gamme d'affinés à croûte lavée végétale en France. A base de noix de cajou, « Le Rouillé » est inspiré du célèbre fromage traditionnel alsacien[Lequel ?].

### Innovations végétales de grandes entreprises laitières
De grandes entreprises productrices de fromages investissent dans la création et la commercialisation d'alternatives végétales : en 2021, le groupe Danone rachète l'entreprise californienne d'aliments végétaux (notamment fromagers) Follow your heart, ; le groupe Savencia Fromage & Dairy commercialise à partir de 2021 une déclinaison végétale du fromage Tartare ; le groupe Bel, qui a racheté Nature & Moi en 2020, évoque l'importance climatique d'une végétalisation de l'alimentation et affirme vouloir réorienter la moitié de sa production vers des produits végétaux. Outre une gamme de fromages végétaux nouveaux, Nurishh, le groupe Bel propose une déclinaison végétale de produits traditionnels tels que Boursin, La vache qui rit (commercialisé aux États-Unis) ou Mini Babybel (en projet).

## Économie
Selon une étude de l’entreprise Bharat Book publiée en 2017, le marché mondial des fromages végétaux est en pleine croissance (estimée à 7,6 % par an) et devrait approcher une valeur de quatre milliards de dollars avant 2024.